# Schwemmstein
Als Schwemmstein (auch: Rheinischer Schwemmstein oder umgangssprachlich Bimsstein) bezeichnet man einen künstlich erzeugten Mauerstein aus einem Gemisch von 90 Teilen grobem Bimssand und 10 Teilen hydraulischem Kalk (z. B. Traßkalk), der nach der Formung durch Trocknen an der Luft für bis zu sechs Monate ausgehärtet wurde. Dieses Baumaterial ähnelt den heute üblichen Bims- bzw. Blähton-Leichtbetonsteinen. Es hat nur eine geringe Tragfähigkeit, jedoch bietet es guten Wärmeschutz und wurde wegen seines geringen Gewichtes außer für Mauern und Innenwandverkleidungen auch für leichte Gewölbekonstruktionen verwendet. Bims wurde früher auch lose geliefert und konnte durch Kastenformen vor Ort selbst zur Herstellung von Mauersteinen verwendet werden, oftmals wurde dazu auch Schlacke (Hüttenbims) verwendet.

## Belege
1. ↑  Amtsblatt der Königlichen Regierung zu Coblenz, Nr. 53, 11. Dez. 1873, Art. 1500